# Ben X
Ben X – belgijsko-holenderski dramat filmowy z 2007 roku w reżyserii Nica Balthazara, zrealizowany na podstawie jego własnej powieści pt. Niets is alles wat hij zei.
Film był oficjalnym belgijskim kandydatem do Oscara dla najlepszego filmu nieanglojęzycznego, ale ostatecznie nie zdobył nominacji.

## Fabuła
Autystyczny, 16-letni Ben jest prześladowany w szkole, przez co ucieka w świat wirtualny. Bez opamiętania gra w ulubioną grę „Archlord”, która stanowi jedyne miejsce, gdzie może być sobą. To właśnie tam poznaje dziewczynę o imieniu Scarlite, z którą obmyśla plan sprawiający, że jego życie będzie wyglądać całkowicie inaczej.

## Obsada
- Greg Timmermans jako Ben
- Laura Verlinden jako Scarlite
- Marijke Pinoy jako matka Bena
- Pol Goossen jako ojciec Bena
- Titus Voogdt jako Bogaert
- Maarten Claeyssens jako Desmedt
- Tania Van der Sanden jako Sabine

i inni

## Nagrody
- Europejska Nagroda Filmowa 2008 – Nagroda publiczności (People's Choice Award)
- 24. Warszawski Festiwal Filmowy – Free Spirit Award[1]